# Eduard VIII.

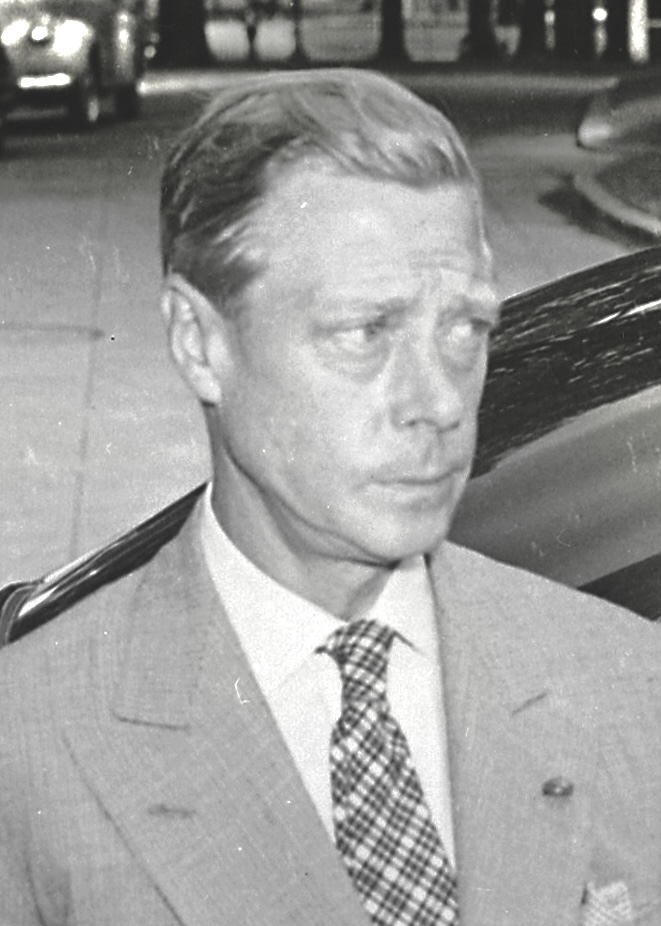
Eduard „David“, Herzog von Windsor (1945)

Eduard VIII. (englisch Edward VIII), gebürtig Edward Albert Christian George Andrew Patrick David, genannt David, (* 23. Juni 1894 in der White Lodge in London; † 28. Mai 1972 in Paris) war von 1910 bis 1936 Prince of Wales, vom Januar 1936 bis zu seiner Abdankung im Dezember desselben Jahres König des Vereinigten Königreichs und Kaiser von Indien und ab März 1937 Duke of Windsor. Eduard war nach seinem Großvater Eduard VII. und seinem Vater Georg V. der dritte britische Monarch aus dem Hause Sachsen-Coburg und Gotha, seit 1917 in Haus Windsor umbenannt.

## Leben

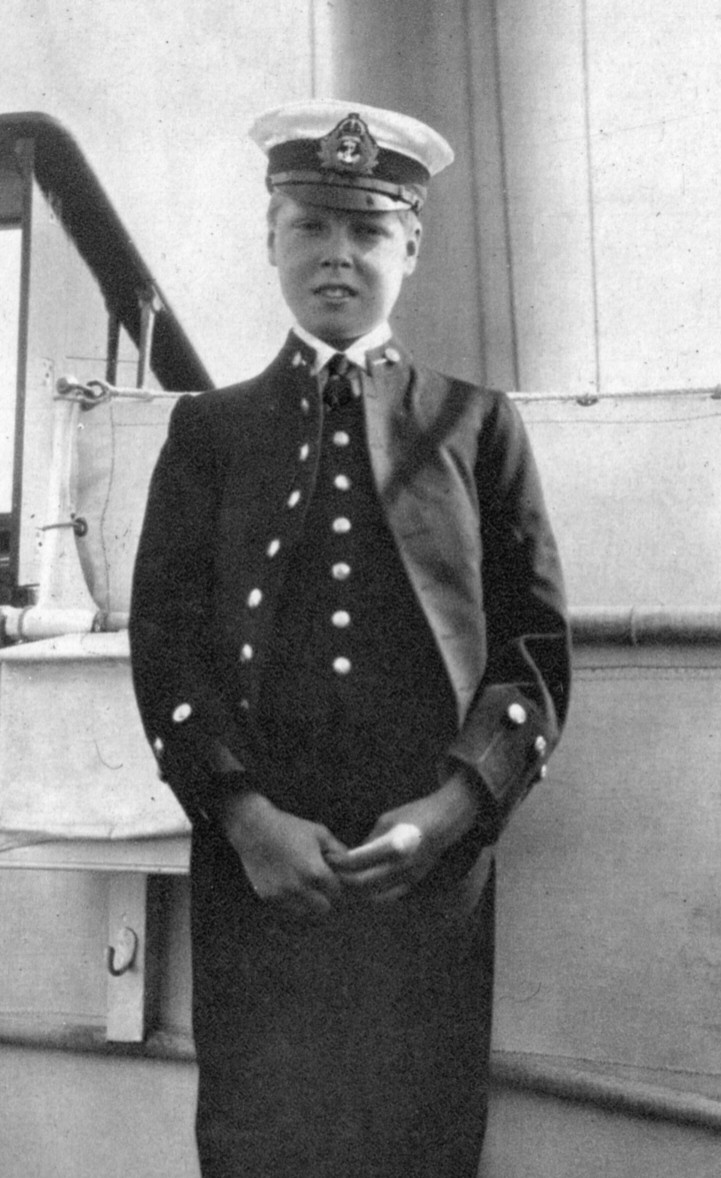
Eduard als Kind, aufgenommen von seiner Großmutter Königin Alexandra (um 1900)

### Jugendjahre (1894–1910)
Eduard war das älteste Kind des späteren Königs Georg V. von Großbritannien und von dessen Gemahlin Prinzessin Maria von Teck, der späteren Queen Mary. Sein Vater war der zweite Sohn des Thronfolgers (Prince of Wales), des späteren Königs Eduard VII.
Eduard wurde am 16. Juli 1894 in seinem Geburtshaus White Lodge im Londoner Richmond Park vom Erzbischof von Canterbury, Edward White Benson, dem damaligen Primas der anglikanischen Kirche, im grünen Salon getauft. Sein erster Name Edward kam von seinem früh verstorbenen Onkel Albert Victor, dem älteren Bruder seines Vaters, der in der Familie nur Eddy gerufen wurde und der der vormalige Verlobte seiner Mutter war. Der Name Albert wurde auf Wunsch seiner Urgroßmutter, der Königin Viktoria, nach ihrem verstorbenen Gemahl Albert eingefügt. Der Name Christian kam von seinem Urgroßvater König Christian IX. von Dänemark. Die restlichen Vornamen George, Andrew, Patrick und David stehen für die Heiligen von England, Schottland, Irland und Wales. Sein üblicher, familiärer Rufname war sein letzter Vorname, David.
Zusammen mit seinen Geschwistern wurde Eduard hauptsächlich von Dienstpersonal erzogen. Die spätere Königin Mary beschäftigte sich sehr selten mit ihren Kindern; der Vater war streng, so wie auch er erzogen worden war.

### Thronfolger (1910–1936)

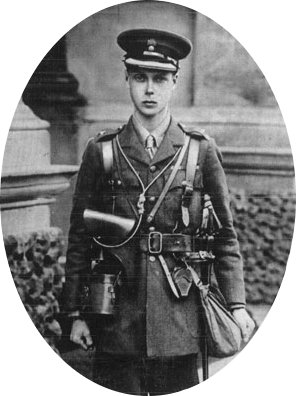
Eduard als Offizier des Heeres (um 1915)

Mit der Thronbesteigung seines Vaters im Mai 1910 wurde er als Thronfolger automatisch Duke of Cornwall und Duke of Rothesay. Am 23. Juni 1910 wurde er von seinem Vater zum Prince of Wales – dies ist der Titel des britischen Kronprinzen – und zum Earl of Chester ernannt. Die Investitur erfolgte am 13. Juli 1911 in Caernarfon Castle. Es war gleichzeitig die erste Investitur eines „Prince of Wales“ seit 1616, die in Wales stattfand. Für den Ablauf der Zeremonie war der liberale spätere Premierminister David Lloyd George zuständig, der Eduard dabei half, nach der Zeremonie ein paar Sätze auf Walisisch an die Bevölkerung zu richten. Vor dem Ersten Weltkrieg machte Eduard eine Reise zum Vetter seines Vaters, Kaiser Wilhelm II., ins Deutsche Reich.

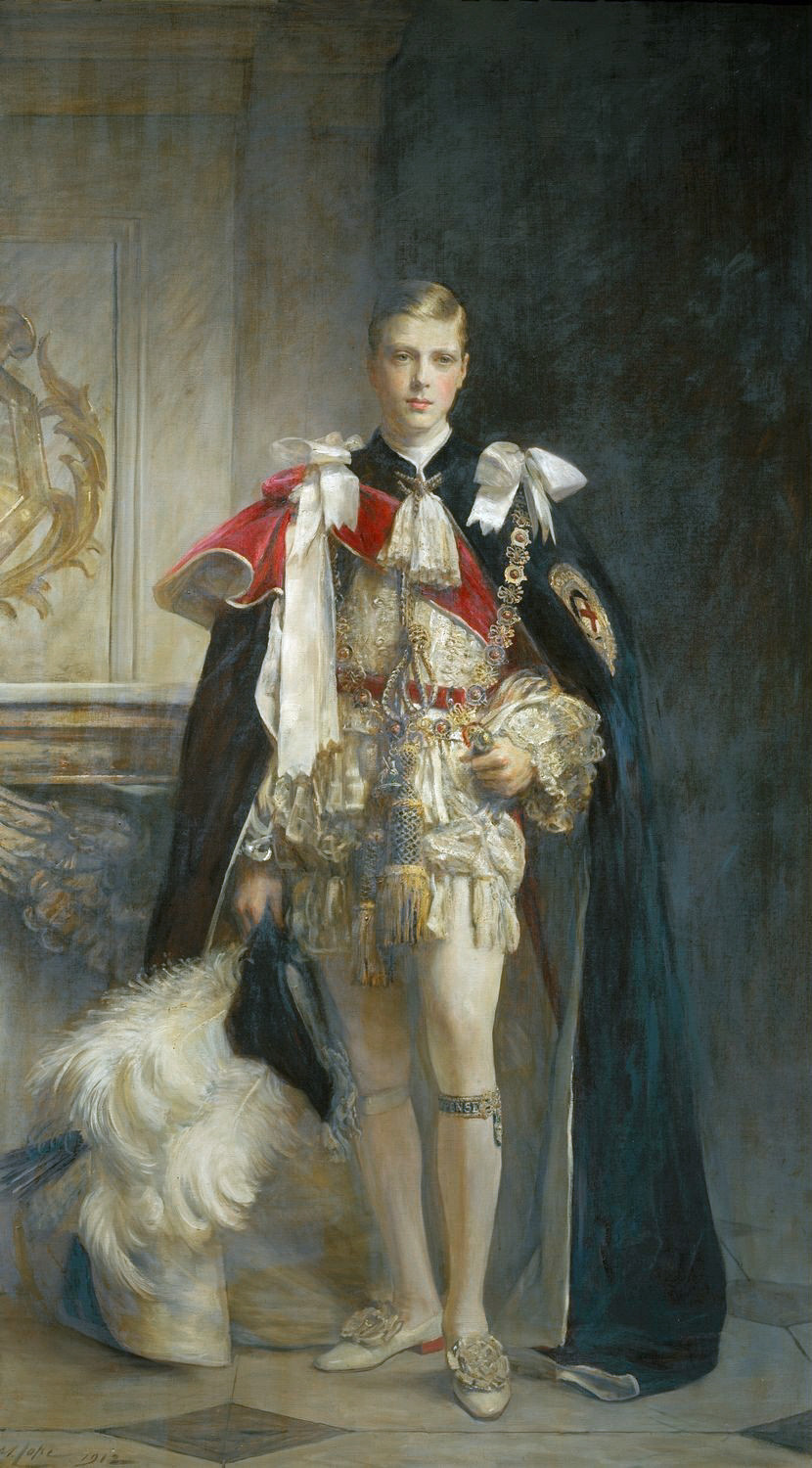
Gemälde von Arthur Stockdale Cope: Eduard als Prince of Wales 1912

Zu dieser Zeit gab es Überlegungen, Eduard mit Großfürstin Olga Nikolajewna Romanowa, der ältesten Tochter von Zar Nikolaus II. und Alexandra Fjodorowna, zu verheiraten. Die Pläne wurden aber aufgegeben.

#### Erster Weltkrieg (1914–1918)

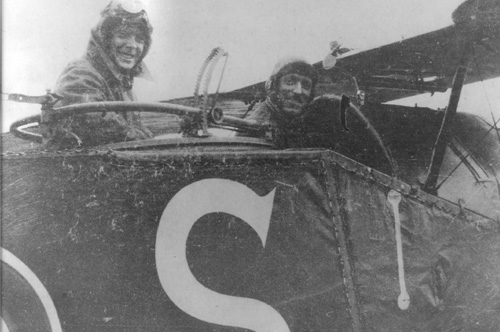
Eduard vor seinem ersten Flug mit einem Flugzeug (1918)

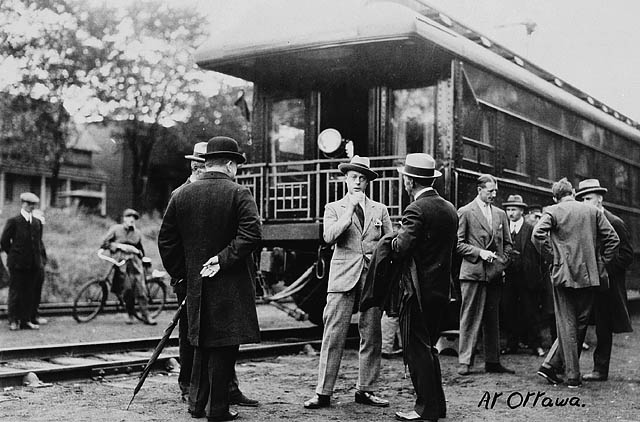
Eduard (Mitte) in Kanada beim offiziellen Staatsbesuch als Thronfolger

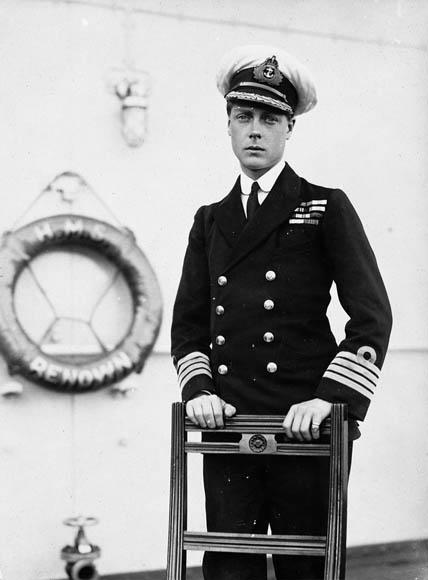
Eduard, als Prince of Wales, an Bord des britischen Schlachtkreuzers Renown (1919)

Im Ersten Weltkrieg bekam Eduard auf sein Bitten hin ein kleines Kommando als Offizier an der Westfront bei den Grenadier Guards, sollte sich aber als Kronprinz aus direkter Gefahr für Leib und Leben heraushalten. Einmal geriet er in einen deutschen Artillerieangriff und durfte von da an nicht mehr an die direkte Hauptkampflinie. Trotzdem bekam er 1916 das Military Cross verliehen.
Bereits seit 1911 war er auch Angehöriger der Royal Navy. Er unternahm 1918 als erster Kronprinz einen militärischen Flug mit einem Flugzeug. Den Pilotenschein erwarb er nach seinem Bruder Albert als zweites Mitglied des Königshauses.

#### Bis zur Thronbesteigung (1918–1936)
Wie in der herrschenden Klasse üblich, unternahm er 1928 und 1930 zwei Großwild-Safaris in Ostafrika mit bekannten Jägern wie Denys Finch Hatton und Bror von Blixen-Finecke. In Kenia lernte er die dänische Schriftstellerin und Kaffee-Farmerin Karen Blixen kennen. Im Auftrag seines Vaters unternahm er zwei Weltreisen, um die Krone in den Kolonien in Übersee und in anderen Ländern zu repräsentieren und sich somit auf seine zukünftige Aufgabe als Monarch vorzubereiten. Insgesamt unternahm er in den Jahren von 1919 bis 1935 sechzehn größere Reisen.
Zum selben Zeitpunkt entwickelte er großes Interesse an der sozialen Frage, die gerade nach der Weltwirtschaftskrise in Großbritannien drängend erschien.
Eduard lebte als Kronprinz fast ausschließlich im Fort Belvedere, das sein Vater ihm 1929 geschenkt hatte. Er ließ es vollständig renovieren, Norah Lindsay entwarf die Gärten oder, wie der Herzog von Windsor es beschrieb, „sie half mir bei meinen ersten gärtnerischen Bemühungen“. Eduard beherbergte dort einen Zirkel von Freunden. Innerhalb dieses Zirkels wurde, in freier Atmosphäre ohne Hofzeremoniell, das Eduard persönlich nicht schätzte, freier Gedankenaustausch gepflegt. In diese Zeit fielen diverse Affären mit meist verheirateten und oft jüngeren Frauen, unter anderem mit der halb-amerikanischen Textilindustriellentochter Freda Dudley Ward, der amerikanischen Filmschauspielerin Mildred Harris oder Thelma Furness, Viscountess Furness, die viele schon als die zukünftige Gemahlin Eduards ansahen.

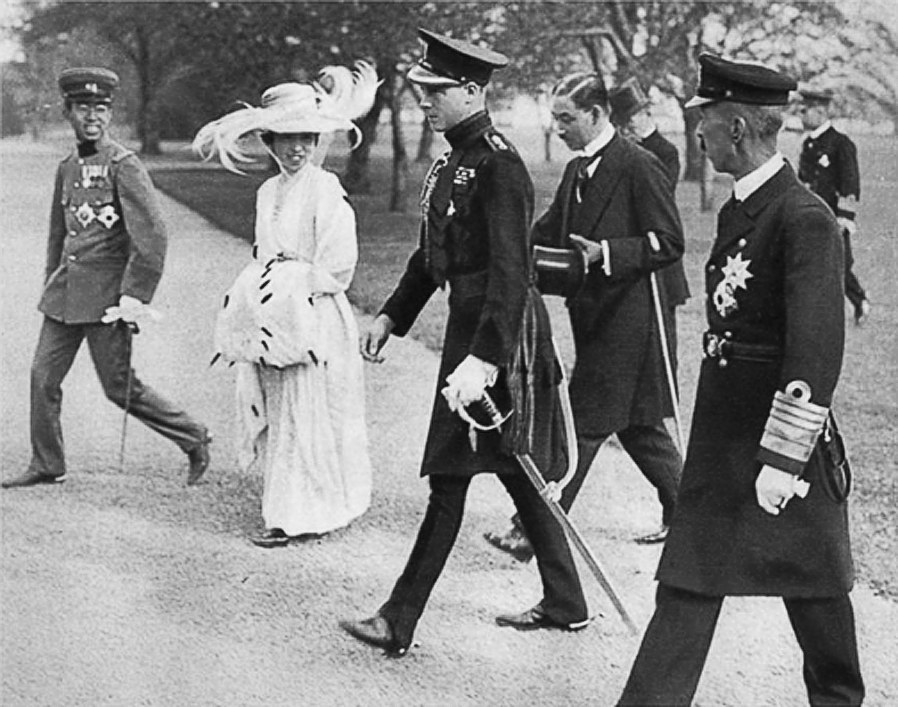
Prinz Eduard mit der japanischen Kaiserin Teimei (1922)

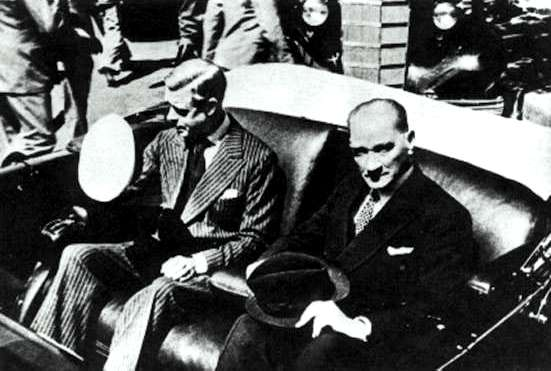
Eduard VIII. mit dem türkischen Präsidenten Mustafa Kemal Atatürk in Istanbul (4. September 1936)

Diese Liebschaften störten sein ansonsten recht gutes Verhältnis zu seinen Eltern, speziell zu seinem Vater, stark. George V. befürchtete, dass Eduard sich und die Krone in nur zwölf Monaten ruinieren könne, wenn er einmal König sein sollte, und hoffte, er werde nie heiraten und Kinder bekommen.
Auch als König lebte er meist im Fort Belvedere.

### König (1936)
Nach dem Tod seines Vaters Georg V. am 20. Januar 1936 war er bis zu seiner Abdankung am 11. Dezember 1936 als Eduard VIII. König von Großbritannien und Nordirland. Schon am ersten Tag seiner Herrschaft brach er das königliche Protokoll, indem er von einem Fenster des St-James’s-Palastes die öffentliche Proklamation seines Herrschaftsantritts in Begleitung seiner Freundin verfolgte.
Sein Interesse an der sozialen Frage wurde öffentlich, als er als König in Südwales Kohleminen besichtigte und zu den dortigen Zuständen sagte: Something must be done („Es muss etwas getan werden“). Gerade die konservative Regierung befürchtete, dass der König sein Amt nicht neutral als konstitutioneller Monarch ausführen würde. Mit seinen Ansichten war er zu einer Gefahr für das konservative britische Establishment geworden.
Am 16. Juli 1936 versuchte ein irischer Terrorist namens Jerome Brannigan, ein Attentat auf ihn zu verüben, was die Polizei jedoch noch rechtzeitig verhindern konnte. Die Umstände und Hintergründe dieser Tat sind nie vollständig geklärt worden. Der MI5 allerdings soll frühzeitig von den Attentatsplänen gewusst und sie dennoch nicht sofort der Regierung, der Polizei und dem Hof gemeldet haben. Brannigan wurde daraufhin zu einem Jahr Gefängnis verurteilt.
Im Sommer des Jahres 1936 weilte König Eduard in seinem Sommerurlaub mit Wallis Warfield an der kroatischen Adriaküste. Warfield, besser bekannt unter dem Namen Wallis Simpson, eine zweimal geschiedene bürgerliche US-Amerikanerin, hatte er durch seine ehemalige Geliebte Thelma Furness kennengelernt.
Im November 1936 eröffnete König Eduard zum ersten und einzigen Mal in seiner kurzen Regierungszeit das Parlament. Er trug dabei die Uniform eines Admiral of the Fleet, allerdings ohne Krone, da er bis zu seiner Abdankung nicht gekrönt wurde.

### Abdankung (1936)

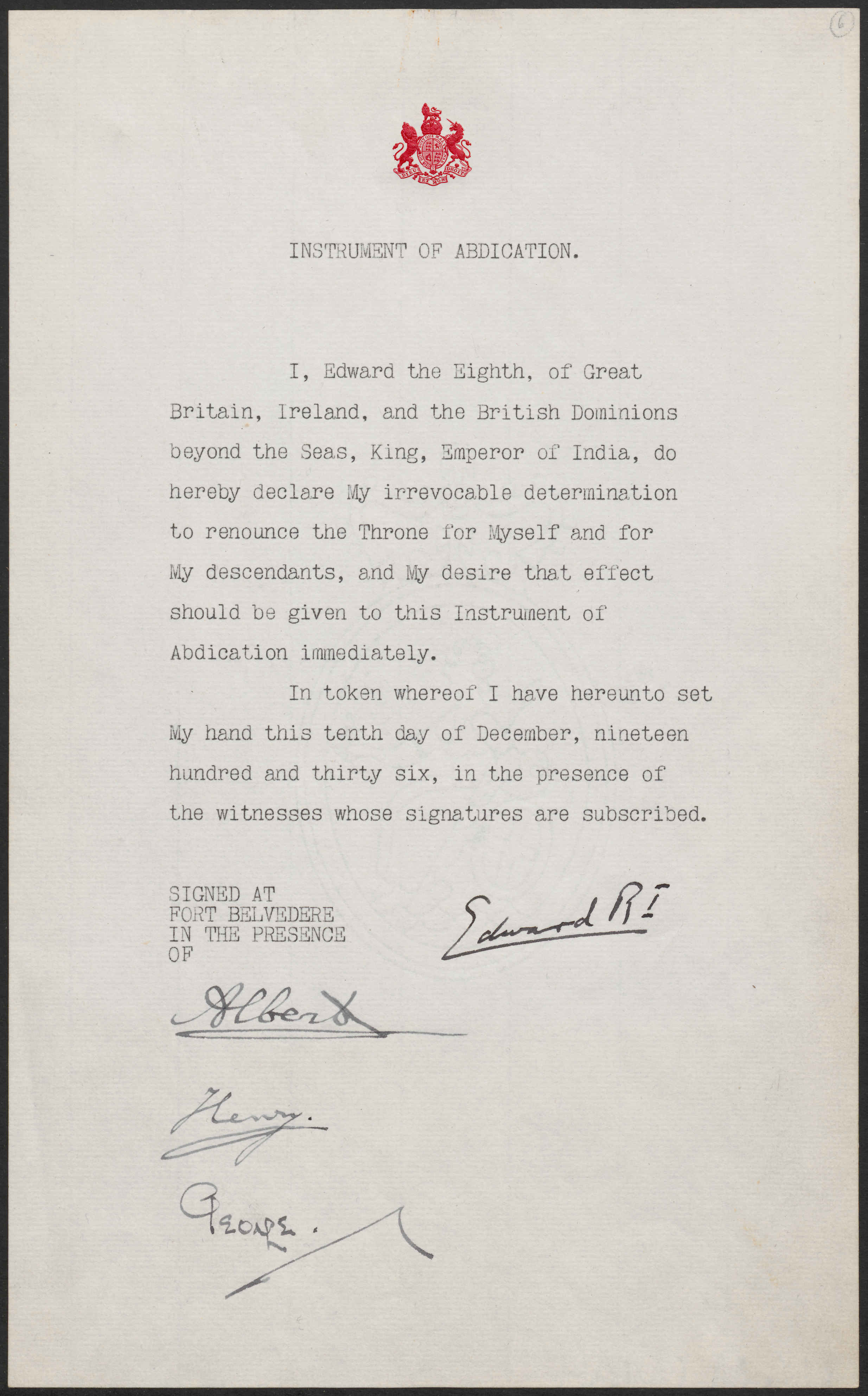
Eduards Abdankungserklärung (Instrument of Abdication) von 1936

Als Anlass für den Rücktritt des Königs gilt seine Liebesbeziehung zu Wallis Simpson, die nicht nur eine bürgerliche Amerikanerin, sondern auch zweimal geschieden war. Hinter den Kulissen spielte jedoch die Sympathie Eduards VIII. für die Nationalsozialisten eine möglicherweise sogar noch wichtigere Rolle.
Sein Verhältnis zu Wallis Simpson war der Presse bekannt, jedoch schwiegen die britischen Zeitungen fast allesamt über diese Romanze. Die internationale Presse berichtete hingegen offen darüber, vor allem die US-amerikanischen Magazine des Pressemagnaten William Randolph Hearst, die sich Eduards Person als Staatsoberhaupt nicht verbunden sahen und zum Teil anti-monarchistisch eingestellt waren.
Auf Druck der konservativen Regierung von Premierminister Stanley Baldwin, der Dominions und der anglikanischen Kirche durch Erzbischof Cosmo Gordon Lang dankte Eduard schließlich am 11. Dezember 1936 ab, um Wallis Warfield am 3. Juni 1937 heiraten zu können. Es war offiziell nicht möglich, dass der britische Souverän als Oberhaupt der anglikanischen Kirche eine geschiedene Frau heiraten konnte. Versuche Eduards, eine morganatische Ehe einzuleiten und den Thron zu behalten, wurden abgelehnt. Sein Bruder Prinz Albert, Duke of York, folgte ihm als König Georg VI. auf dem Thron.
Seine Abdankungsurkunde wurde von ihm selbst und seinen drei Brüdern als Zeugen unterschrieben. In seinem weiteren Leben trug er nur noch den Titel Herzog von Windsor, der ihm von seinem Bruder kurz nach der Abdankung verliehen wurde. Wallis Simpson wurde lebenslang die Anrede Königliche Hoheit verwehrt, was zu erheblichen Verstimmungen des Herzogs gegenüber seiner Familie führte. Seine Mutter weigerte sich darüber hinaus, ihn und seine Frau jemals persönlich zu empfangen.
Das Paar lebte meist im selbst gewählten Exil in den USA und Frankreich, aber auch in der Schweiz und Österreich. Es war vereinbart worden, dass das Paar sich nur auf ausdrückliche Einladung seines Bruders König Georg VI. in Großbritannien aufhalten dürfe. Eine Gelegenheit war zum Beispiel die Beerdigung seiner Mutter Mary 1953, für die er eine Ausnahmegenehmigung seiner Nichte, Königin Elisabeth II., brauchte. Am Sterbebett seiner Mutter erschien er aber nicht mehr rechtzeitig.
Zu zwei weiteren Beerdigungen war Eduard mit seiner Frau auf Einladung der Königin in Großbritannien. Seine Schwägerin Marina, die Frau seines Bruders George Edward, war 1968 gestorben, seine ihm seit frühester Jugend sehr nahestehende Schwester Mary Victoria bereits im Jahre 1965.
Eduard VIII. war nach Eduard V. (1470–1483) der einzige englische König seit der normannischen Eroberung 1066, der nicht gekrönt wurde, und neben Eduard II. (1284–1327) und Richard II. (1367–1400) der einzige, der zur Abdankung gezwungen wurde, wenn man die Rosenkriege des 15. und den Englischen Bürgerkrieg des 17. Jahrhunderts außer Acht lässt.

### Duke of Windsor (1937–1972)

Wappen als Duke of Windsor

Im Jahr 1937 wurde Eduard der Titel Duke of Windsor verliehen. Im selben Jahr erfolgte die Hochzeit im französischen Exil; die Ehe blieb kinderlos. Die königliche Familie hat seine Frau nie vollständig anerkannt. Insbesondere Queen Mary hegte Groll gegen Eduard und empörte sich, dass er „all das dafür aufzugeben“ bereit war. Sie weigerte sich fortan, ihren Sohn offiziell zu empfangen. Nach seiner Abdankung besuchte Eduard mehrere Länder, unter anderem Deutschland, wo er mit seiner Gattin von Adolf Hitler auf dem Berghof am Obersalzberg empfangen wurde. Das führte, ebenso wie sein Besuch bei Benito Mussolini in Italien, zu Verstimmungen in Großbritannien.
Die Vermögensverhältnisse Eduards sind unklar. Tatsache ist, dass er den Gegenwert der als Privatbesitz von seinem Vater geerbten Anwesen Balmoral Castle und Sandringham House erhielt und zusätzlich den Wert von Fort Belvedere.

#### Zweiter Weltkrieg (1939–1945)

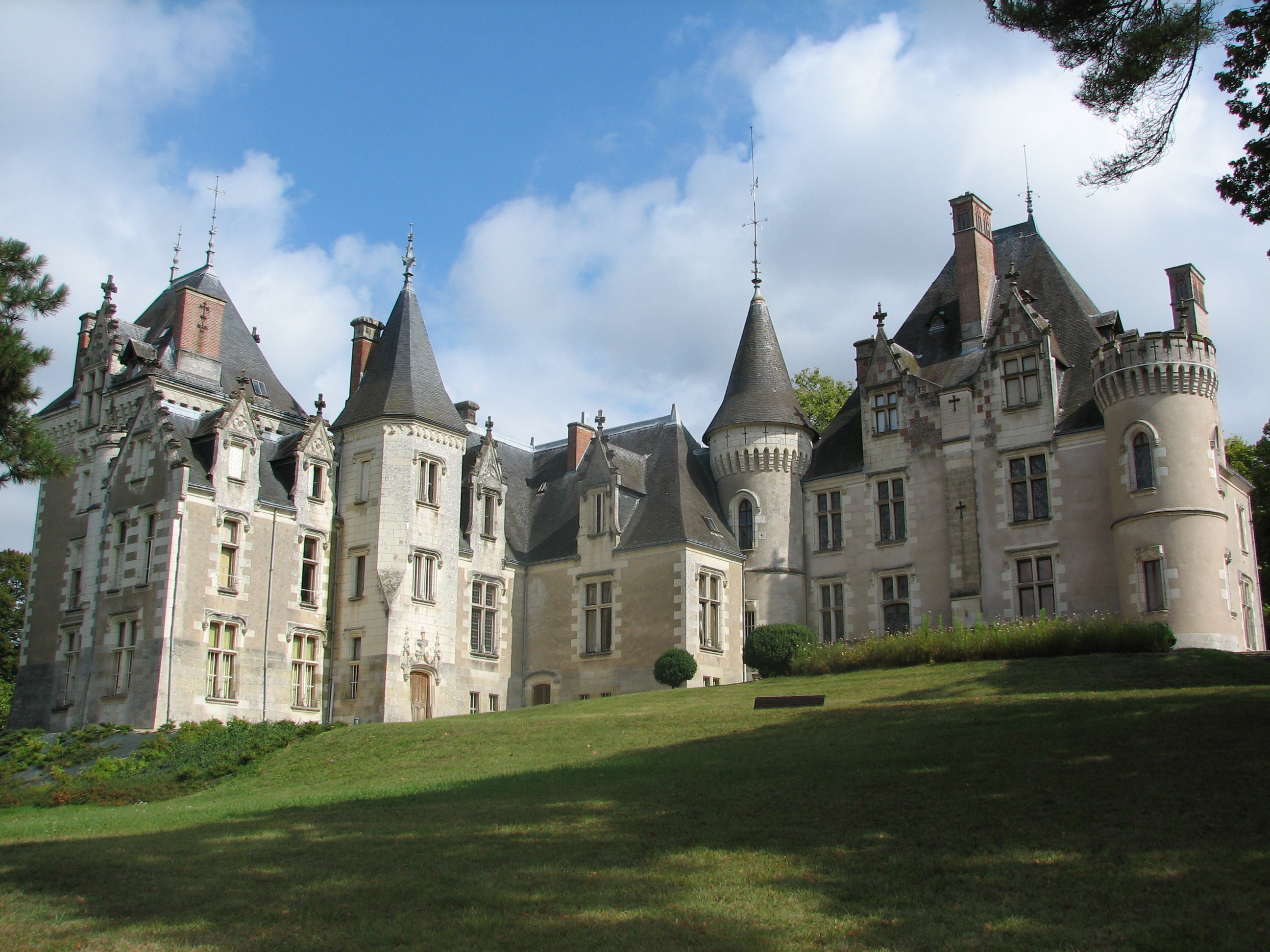
Das französische Schloss Candé, auf dem das Herzogspaar getraut wurde

Im September 1939 wurden der Duke und die Duchess auf dem britischen Zerstörer Kelly unter dem Kommando von Lord Louis Mountbatten nach Großbritannien gebracht. Anschließend schickte man Eduard im Rang eines Generalmajors im britischen Militärdienst nach Frankreich. Er inspizierte in dieser Zeit die französischen und belgischen Forts an der Maginot-Linie, deren Einsicht den britischen Verbündeten durch Franzosen und Belgier vorher nicht gegeben worden war. Aussagen des deutschen Gesandten in Den Haag, Julius Graf von Zech-Burkersroda, zufolge hat Eduard im Februar 1940 die alliierten Pläne zur Verteidigung Belgiens an die Deutschen verraten.
Folgende Zitate werden ihm nachgesagt: After the war is over and Hitler will crush the Americans … We’ll take over … They (the British) don’t want me as their King, but I’ll be back as their leader. („Wenn der Krieg vorbei ist und Hitler die Amerikaner zerquetscht hat … übernehmen wir … Sie [die Briten] wollen mich nicht als ihren König, aber ich komme bald als ihr Führer zurück.“) Zu einem Journalisten sagte er angeblich: It would be a tragic thing for the world if Hitler was overthrown. („Es wäre eine Tragödie für die Welt, wenn Hitler gestürzt würde.“)
Auf Befehl Winston Churchills wurden der Duke und die Duchess of Windsor aus Portugal in britische Obhut auf die Bahamas gebracht. Eduard wurde zum Gouverneur der britischen Kronkolonie ernannt. Jedoch mochte er die Inseln nicht und bezeichnete sie als „drittklassige britische Kolonie“. Eduards Ansichten waren – bei allem sozialen Engagement auf den Bahamas – zu dieser Zeit rassistisch. Er hatte Vorurteile gegenüber der schwarzen Bevölkerung der Bahamas und führte die herrschenden Unruhen auf kommunistische Agitation und Juden zurück.
Verschiedene Unterlagen, u. a. die so genannte Windsor-Akte, dokumentieren die engen Verbindungen Eduards zum Dritten Reich und seine Sympathien für Hitler, allerdings belegen sie nicht etwaige Versuche zur erneuten Thronbesteigung mit Hilfe der Nazis.

#### Nach dem Zweiten Weltkrieg

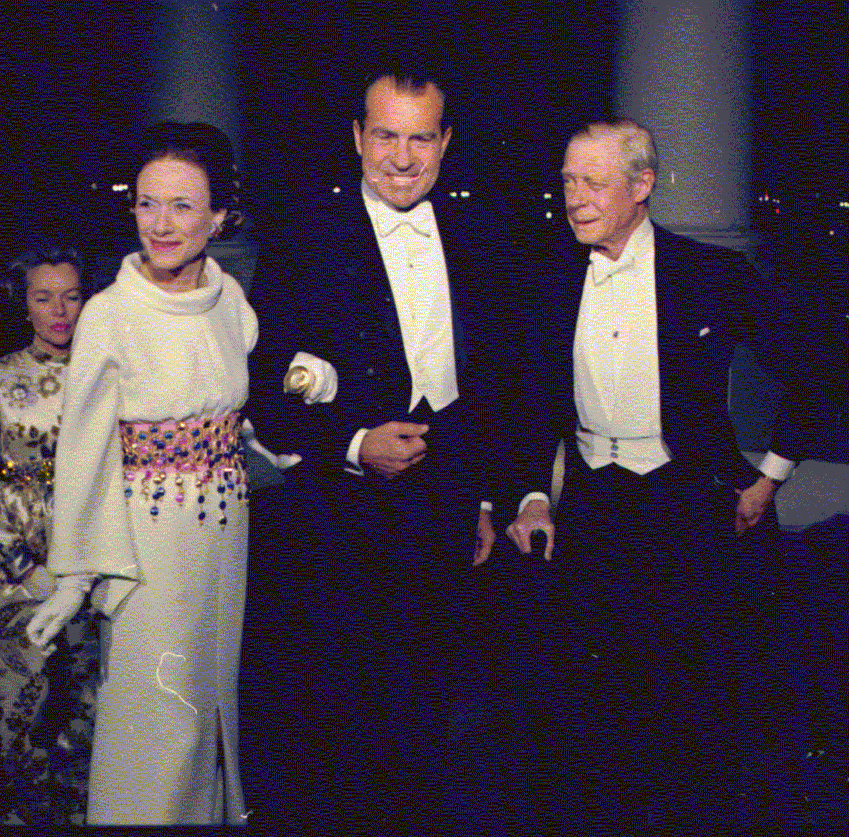
Eduard und Wallis bei einem Empfang von Richard Nixon im Weißen Haus in Washington, D.C. (1970)

Im Jahr 1945 wurde Eduard als Gouverneur der Bahamas abgelöst. Er und seine Frau waren das Jetset-Paar der Nachkriegsjahrzehnte, das durch seinen kostspieligen Lebensstil und seine vielen Reisen auffiel. So schenkte der Duke seiner Gattin kostbaren Schmuck, der nach ihrem Tod für rund 160 Millionen Dollar versteigert wurde. Sie waren bei dem amerikanischen Präsidenten Dwight D. Eisenhower und im Jahr 1970 bei Richard Nixon als persönliche Gäste im Weißen Haus und gaben 1956 im amerikanischen Fernsehen in Edward R. Murrows Fernsehshow Person to Person ein Interview.
Zu seiner Schwester Mary bewahrte Eduard ein freundschaftliches Verhältnis. Er reiste mit ihr und ihrem Mann nach seiner Abdankung auf Schloss Enzesfeld bei Wien, damals im Besitz von Eugène Daniel von Rothschild, und wartete dort auf die Scheidung Wallis Simpsons. Im November 1947 schlug Mary angeblich die Einladung zur Hochzeit ihrer Nichte, Prinzessin Elisabeth, mit Philip Mountbatten aus, weil Eduard nicht ebenfalls eingeladen wurde. Offiziell nahm sie aus gesundheitlichen Gründen nicht daran teil. Eduard wurde später offiziell zu den Hochzeiten seiner Nichten, Prinzessin Margaret und Prinzessin Alexandra, eingeladen, blieb ihnen aber fern.
Zur Beerdigung seines Bruders, König Georg VI., im Jahr 1952 war er in London. Ab demselben Jahr lebte er mit seiner Frau in einer Villa im Bois de Boulogne am Stadtrand von Paris. 1952 kauften sie in Gif-sur-Yvette bei Paris das Landhaus Moulin de la Tuilerie.
In den 1960er Jahren verschlechterte sich sein Gesundheitszustand. Michael E. DeBakey operierte ihn im Dezember 1964 in Houston wegen eines Aneurysmas der Bauchaorta. Auch wegen seines Gesundheitszustands kehrte er nach London zurück. Sir Stewart Duke-Elder behandelte ihn im Februar 1965 in einer Londoner Klinik wegen einer abgelösten Netzhaut. Dort erhielt er zweimal Besuch von seiner Nichte, Königin Elisabeth II. Er erhielt außerdem Besuch von seiner Schwägerin Prinzessin Marina, Herzogin von Kent, und seiner Schwester Mary, die wenig später starb und zu deren Beerdigung er noch in London blieb.
Im Jahr 1966 gab er dem Journalisten Georg Stefan Troller auf Deutsch ein TV-Interview und beantwortete Fragen zu seiner Abdankung. 1967 traf er anlässlich des 100. Geburtstages seiner 1953 verstorbenen Mutter erneut auf die königliche Familie und weihte mit ihnen ein Denkmal zu Ehren seiner Mutter im Marlborough House ein.

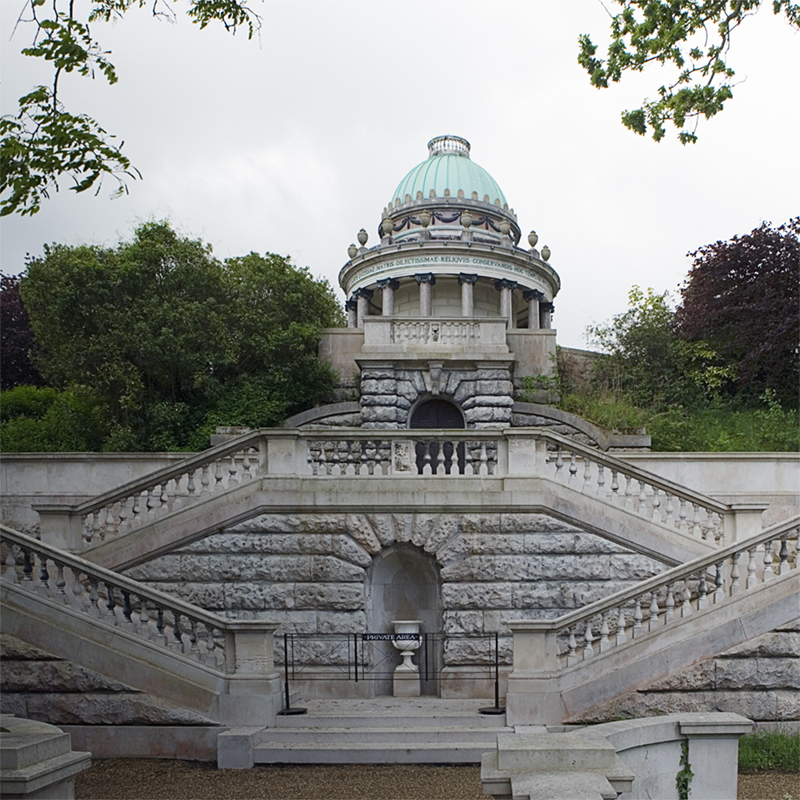
Das Mausoleum der Duchess of Kent in Frogmore Gardens, in dessen Nähe Eduard und seine Gattin bestattet sind

Die letzte königliche Feierlichkeit, an der Eduard teilnahm, war die Beerdigung von Prinzessin Marina im Jahr 1968. Im darauffolgenden Jahr lehnte er eine Einladung Elisabeths II. zur Anerkennung von Prinz Charles als Prince of Wales ab und antwortete, Charles würde seinen „gealterten Großonkel“ dort nicht wollen.
Im Jahr 1970 waren er und seine Frau in einer fünfzigminütigen Reportage der BBC zu sehen.

#### Tod
Eduard war seit seiner Jugend ein starker Raucher. Ende 1971 wurde Kehlkopfkrebs diagnostiziert und bei ihm eine Kobaltkanonentherapie durchgeführt. 1972 konnte er noch ein letztes Mal seine Nichte Königin Elisabeth II. sehen, die anlässlich eines am 15. Mai beginnenden, fünftägigen Staatsbesuches in Frankreich ihren Onkel privat besuchte. Am 28. Mai 1972 starb er in Paris an den Folgen der Krebserkrankung. Sein Leichnam wurde nach Windsor Castle überführt. Am 5. Juni fand dort in Anwesenheit der Königin, der königlichen Familie, der Duchess of Windsor und einer großen Menschenmenge die Trauerfeier in der St.-Georgs-Kapelle statt. Die Anteilnahme der Bevölkerung an seinem Tod und seiner Beerdigung war groß. Eduard VIII. wurde auf dem königlichen Friedhof (Royal Burial Ground) von Frogmore House in der Nähe von Windsor Castle beigesetzt.

## Ahnentafel
| Ahnentafel König Eduard VIII. | Ahnentafel König Eduard VIII.                                                                                 | Ahnentafel König Eduard VIII.                                                                                    | Ahnentafel König Eduard VIII. | Ahnentafel König Eduard VIII.                                                                   | Ahnentafel König Eduard VIII.                                                                       | Ahnentafel König Eduard VIII.                                                                       | Ahnentafel König Eduard VIII.                                                                                           | Ahnentafel König Eduard VIII. |
| ----------------------------- | --- | --- | --- | ----------------------------------------------------------------------------------------------- | --------------------------------------------------------------------------------------------------- | --------------------------------------------------------------------------------------------------- | --- | --- |
| Ururgroßeltern                | Herzog Ernst I. von Sachsen-Coburg und Gotha (1784–1844) ⚭ 1817 Luise von Sachsen-Gotha-Altenburg (1800–1831) | Edward Augustus, Duke of Kent and Strathearn (1767–1820) ⚭ 1818 Victoire von Sachsen-Coburg-Saalfeld (1786–1861) | Herzog Friedrich Wilhelm von Schleswig-Holstein-Sonderburg-Glücksburg (1785–1831) ⚭ 1810 Luise Karoline von Hessen-Kassel (1789–1867) | Landgraf Wilhelm von Hessen-Kassel (1787–1867) ⚭ 1810 Louise Charlotte von Dänemark (1789–1864) | Prinz Ludwig von Württemberg (1756–1817) ⚭ 1797 Henriette von Nassau-Weilburg (1780–1857)           | Graf László Rhédey von Kis-Rhéde ⚭ Baronin Agnes Inczédy de Nagy-Várad                              | König Georg III. von Großbritannien und Irland (1738–1820) ⚭ 1761 Sophie Charlotte von Mecklenburg-Strelitz (1744–1818) | Landgraf Friedrich III. von Hessen-Kassel-Rumpenheim (1747–1837) ⚭ 1786 Prinzessin Caroline Polyxene von Nassau-Usingen (1762–1823) |
| Urgroßeltern                  | Prinz Albert von Sachsen-Coburg und Gotha (1819–1861) ⚭ 1840 Königin Victoria (1819–1901)                     | Prinz Albert von Sachsen-Coburg und Gotha (1819–1861) ⚭ 1840 Königin Victoria (1819–1901)                        | König Christian IX. von Dänemark (1818–1906) ⚭ 1842 Landgräfin Louise von Hessen (1817–1898)                                          | König Christian IX. von Dänemark (1818–1906) ⚭ 1842 Landgräfin Louise von Hessen (1817–1898)    | Prinz Alexander von Württemberg (1804–1885) ⚭ 1835 Gräfin Claudine Rhédey von Kis-Rhéde (1812–1841) | Prinz Alexander von Württemberg (1804–1885) ⚭ 1835 Gräfin Claudine Rhédey von Kis-Rhéde (1812–1841) | Adolphus Frederick, 1. Duke of Cambridge (1774–1850) ⚭ 1818 Landgräfin Auguste von Hessen (1797–1889)                   | Adolphus Frederick, 1. Duke of Cambridge (1774–1850) ⚭ 1818 Landgräfin Auguste von Hessen (1797–1889)                               |
| Großeltern                    | König Eduard VII. (1841–1910) ⚭ 1863 Prinzessin Alexandra von Dänemark (1844–1925)                            | König Eduard VII. (1841–1910) ⚭ 1863 Prinzessin Alexandra von Dänemark (1844–1925)                               | König Eduard VII. (1841–1910) ⚭ 1863 Prinzessin Alexandra von Dänemark (1844–1925)                                                    | König Eduard VII. (1841–1910) ⚭ 1863 Prinzessin Alexandra von Dänemark (1844–1925)              | Herzog Franz von Teck (1837–1900) ⚭ 1866 Prinzessin Mary Adelaide von Cambridge (1833–1897)         | Herzog Franz von Teck (1837–1900) ⚭ 1866 Prinzessin Mary Adelaide von Cambridge (1833–1897)         | Herzog Franz von Teck (1837–1900) ⚭ 1866 Prinzessin Mary Adelaide von Cambridge (1833–1897)                             | Herzog Franz von Teck (1837–1900) ⚭ 1866 Prinzessin Mary Adelaide von Cambridge (1833–1897)                                         |
| Eltern                        | König Georg V. (1865–1936) ⚭ 1893 Prinzessin Mary von Teck (1867–1953)                                        | König Georg V. (1865–1936) ⚭ 1893 Prinzessin Mary von Teck (1867–1953)                                           | König Georg V. (1865–1936) ⚭ 1893 Prinzessin Mary von Teck (1867–1953)                                                                | König Georg V. (1865–1936) ⚭ 1893 Prinzessin Mary von Teck (1867–1953)                          | König Georg V. (1865–1936) ⚭ 1893 Prinzessin Mary von Teck (1867–1953)                              | König Georg V. (1865–1936) ⚭ 1893 Prinzessin Mary von Teck (1867–1953)                              | König Georg V. (1865–1936) ⚭ 1893 Prinzessin Mary von Teck (1867–1953)                                                  | König Georg V. (1865–1936) ⚭ 1893 Prinzessin Mary von Teck (1867–1953)                                                              |
|                               | König Eduard VIII. (1894–1972)                                                                                | | |                                                                                                 | | | | |

## Titel und Prädikat (englisch)
- His Highness Prince Edward of York (1894–1898)
- His Royal Highness Prince Edward of York (1898–1901)
- His Royal Highness Prince Edward of Cornwall and York (1901)
- His Royal Highness Prince Edward of Wales (1901–1910)
- His Royal Highness Prince Edward, Duke of Cornwall, Duke of Rothesay (1910)
- His Royal Highness Prince Edward, Prince of Wales, Duke of Cornwall, Duke of Rothesay (1910–1936)
- His Majesty King Edward VIII (1936)
- His Royal Highness Prince Edward, Duke of Windsor (1937–1972)

Volle Titel
- 1910–1936: His Royal Highness The Prince Edward Albert Christian George Andrew Patrick David, Prince of Wales and Earl of Chester, Duke of Cornwall, Duke of Rothesay, Earl of Carrick, Baron of Renfrew, Lord of the Isles, Prince and Great Steward of Scotland
- 1936: His Majesty, Edward the Eighth, by the Grace of God, of Great Britain, Ireland, and of the British Dominions beyond the Seas, King, Defender of the Faith, Emperor of India
- 1937–1972: His Royal Highness The Prince Edward Albert Christian George Andrew Patrick David, Duke of Windsor

## Militärische Ränge
- 1911–1913: Midshipman, Royal Navy
- 1913–1919: Lieutenant, Royal Navy
- 1914–1916: Lieutenant, 1. Battalion, Grenadier Guards, British Army (Erster Weltkrieg, Flandern und Italien)
- 1916–1939: Captain, British Army
- ab 1919: Captain, Royal Navy
- ab 1939: Major-General, British Army

## Militärische Ehrenränge
- 20. Januar–11. Dezember 1936: Admiral of the Fleet, Royal Navy
- 20. Januar–11. Dezember 1936: Field Marshal, British Army
- 20. Januar–11. Dezember 1936: Marshal of the Royal Air Force

## Auszeichnungen

### Britische Auszeichnungen
| Kürzel | Orden                                           | Jahr der Verleihung | Abb. |
| ------ | ----------------------------------------------- | ------------------- | ---- |
| KG     | Knight of the Garter                            | 1910                |      |
| KT     | Knight of the Thistle                           | 1922                |      |
| KP     | Knight of St Patrick                            | 1927                |      |
| GCB    | Knight Grand Cross of the Bath                  | 1936                |      |
| GCSI   | Knight Grand Commander of the Star of India     | 1921                |      |
| GCIE   | Knight Grand Commander of the Indian Empire     | 1921                |      |
| GCVO   | Knight Grand Cross of the Royal Victorian Order | 1920                |      |
| KStJ   | Knight of Justice of St John                    | 1917                |      |
| RVC    | Royal Victorian Chain                           | 1921                |      |
| MC     | Military Cross                                  | 1916                |      |
| FRS    | Royal Fellow of the Royal Society               |                     |      |
| PC     | Privy Counsellor                                | 1920                |      |

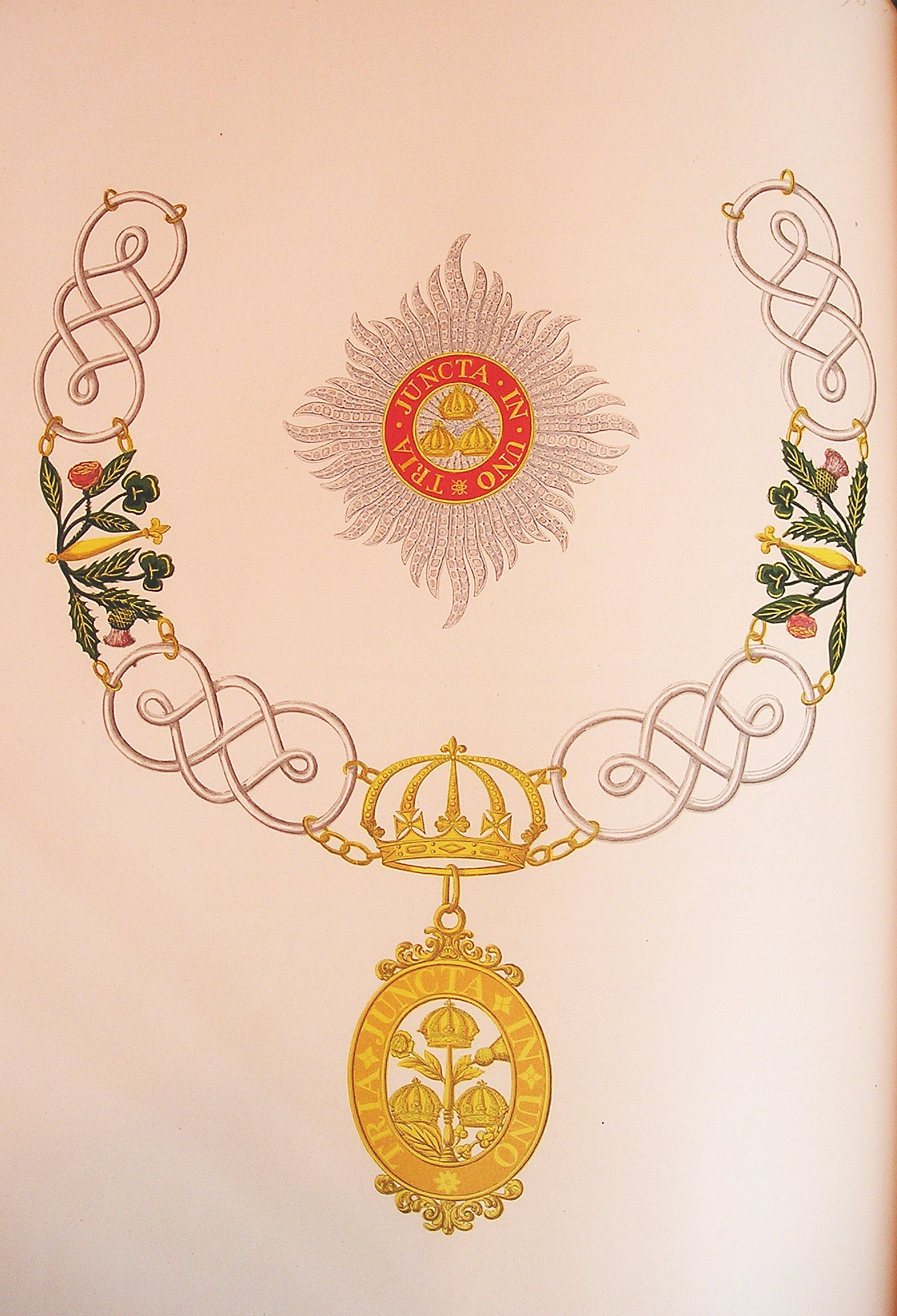
Insignien des Bath-Ordens

Eduard verlor alle seine Auszeichnungen mit seiner Thronbesteigung im Jahre 1936, da er als Souverän persönliches Oberhaupt der meisten Orden war, wurde aber nach seiner Abdankung von seinem Bruder Georg wieder in den Status vor seiner Thronbesteigung gesetzt.

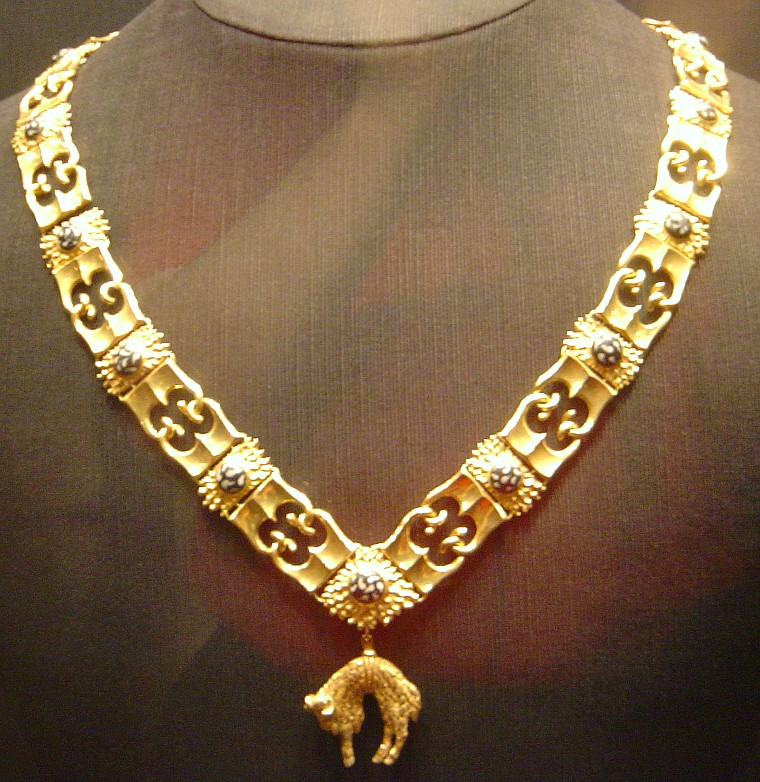
Orden vom Goldenen Vlies

### Ausländische Auszeichnungen
- Großkreuz mit der Krone des Ordens der Wendischen Krone 1911
- Großkreuz der Ehrenlegion 1912
- Ritter vom Goldenen Vlies 1912
- Großkreuz des Norwegischen St-Olav-Ordens 1914
- Ritter des Elefanten-Ordens 1914
- Ritter des Annunziaten-Ordens 1915
- Großkreuz des Ordens der hl. Mauritius und Lazarus 1915
- Großkreuz des Ordens der Krone von Italien 1915
- Ritter 4. Klasse des Russischen Ordens des Heiligen Georg 1916
- Militärorden Michael der Tapfere 1. Klasse 1918
- Italienisches Kriegsverdienstkreuz 1919
- Großkreuz des Ordens Muhammad Ali 1922
- Ritter des Königlichen Seraphinenordens 1923
- Collane des Ordens Carol I.

### Benennung geographischer Objekte
Nach Eduard VIII. sind folgende geographischen Objekte im ostantarktischen Kempland benannt:
- Edward-VIII-Bucht
- Edward-VIII-Plateau
- Edward-VIII-Schelfeis